# Live aus Berlin
Live aus Berlin to zapis koncertu Rammstein, który odbył 22 i 23 sierpnia (odbyły się dwa koncerty) 1998 roku w Berlinie. Dostępny jest w kilku wersjach:
- CD
- CD (specjalna wersja z utworami Klavier, Tier i Herzeleid)
- video (bez Bück dich)
- video (z Bück dich)
- DVD (bez Bück dich)

Nie ma obecnie żadnej nieocenzurowanej wersji DVD z Live aus Berlin.
Kontrowersje wzbudziło wykonanie utworu Bück dich, przez co rejestracja wizualna koncertu otrzymała w Europie klasyfikację „od osiemnastu lat”. Podczas wykonywania utworu Till Lindemann i Christian Lorenz udawali, że za pomocą sztucznego penisa odbywa stosunek analny, po czym z penisa obficie tryskała substancja imitująca spermę.

## Spis utworów na płycie z Bück dich
1. Spiel mit mir (5:22)
2. Herzeleid (3:57)
3. Bestrafe mich (3:49)
4. Weißes Fleisch (4:35)
5. Sehnsucht (4:25)
6. Asche zu Asche (3:24)
7. Heirate mich (6:16)
8. Du riechst so gut (5:24)
9. Du hast (4:27)
10. Bück dich (5:57)
11. Engel (5:57)
12. Rammstein (5:29)
13. Laichzeit (5:14)
14. Wollt ihr das Bett in Flammen sehen? (5:52)
15. Seemann (6:54)

## Spis utworów na płycie bez Bück dich
1. Spiel mit mir (5:22)
2. Herzeleid (3:57)
3. Bestrafe mich (3:49)
4. Weißes Fleisch (4:35)
5. Sehnsucht (4:25)
6. Asche zu Asche (3:24)
7. Wilder Wein (5:17)
8. Klavier (4:48)
9. Heirate mich (6:16)
10. Du riechst so gut (5:24)
11. Du hast (4:27)
12. Engel (5:57)
13. Rammstein (5:29)
14. Tier
15. Laichzeit (5:14)
16. Wollt ihr das Bett in Flammen sehen? (5:52)
17. Seemann (6:54)